# Dag Hartelius
Dag Hartelius, född 8 november 1955 i Härnösand, är en svensk ämbetsman och diplomat. Sedan 10 september 2024 är Hartelius kabinettssekreterare vid Utrikesdepartementet.

## Biografi
Hartelius avlade filosofie kandidatexamen i statskunskap vid Uppsala universitet 1979. Efter examen anställdes han som forskningsassistent på institutionen för Öststatsstudier vid universitetet, och påbörjade samtidigt förberedande forskarstudier.
Åren 1981–1985 arbetade Hartelius med beredskaps- och försvarsfrågor, först som handläggare vid Krisberedskapsmyndigheten och därefter som analytiker vid Försvarsstaben.
Från 1985 har Dag Hartelius varit anställd vid Utrikesdepartementet. Efter att han tjänstgjort vid UD i Stockholm stationerades han 1986–1987 som konsul vid Sveriges generalkonsulat i Sankt Petersburg (dåvarande Leningrad). Han var därefter förste ambassadsekreterare vid ambassaden i Moskva (1987–1989) respektive vid den svenska beskickningen i Berlin (1989–1991), innan det var dags för en ny tjänstgöring vid departementet i Stockholm.
Under åren 1991–1994 var Hartelius departementsråd vid enheten för Baltikum och Ryssland. Från 1994 var Dag Hartelius ambassadråd med ansvar för politiska frågor vid Sveriges ambassad i London. Han lämnade utrikesdepartementet 1997 för en tjänst som biträdande direktör och chef för programmet för europeisk säkerhetspolitik vid EastWest Institute (EWI) i New York, en internationell tankesmedja med fokus på Europa och det forna Östblocket.
Han återvände till Utrikesdepartementet i Stockholm 1999–2003 för en tjänst som departmentsråd vid avdelningen för Central- och Östeuropa.
Sedan 2003 har Hartelius tjänstgjort som Sveriges ambassadör vid ambassaden i Tallinn (2003–2008), ambassaden i Warszawa (2008–2010) och som ständig representant vid svenska EU-representationen i Bryssel (2011–2013). Därefter utsågs han till generaldirektör för Försvarets radioanstalt (FRA) åren 2013–2019, innan han återvände till UD och blev ambassadör stationerad vid ambassaden i Budapest (2019–2023).
Efter att ha lämnat uppdraget i Budapest arbetade Hartelius 2023–2024 återigen som departementsråd, men denna gång med placering i statsrådsberedningen. Den 10 september 2024 meddelande utrikesminister Maria Malmer Stenergard att regeringen Kristersson utsett Hartelius till ny kabinettssekreterare.
År 2007, under tiden som svensk ambassadör i Estland, deltog Dag Hartelius i underhållningsprogrammet Tantsud tähtedega, som är den estniska motsvarigheten till programkonceptet Let's Dance.